# Kim Dae-Ryoung
Kim Dae-Ryoung (14 de septiembre de 1980) es un deportista surcoreano que compitió en taekwondo.
Ganó una medalla de bronce en el Campeonato Mundial de Taekwondo de 2001, y una medalla de oro en el Campeonato Asiático de Taekwondo de 2000. En los Juegos Asiáticos de 2002 consiguió una medalla de oro.

## Palmarés internacional
| Campeonato Mundial  | Campeonato Mundial    | Campeonato Mundial | Campeonato Mundial |
| Año                 | Lugar                 | Medalla            | Categoría          |
| ------------------- | --------------------- | ------------------ | ------------------ |
| 2001                | Jeju (Corea del Sur)  | Medalla de bronce  | –58 kg             |
| Juegos Asiáticos    |                       |                    |                    |
| Año                 | Lugar                 | Medalla            | Categoría          |
| 2002                | Busan (Corea del Sur) | Medalla de oro     | –58 kg             |
| Campeonato Asiático |                       |                    |                    |
| Año                 | Lugar                 | Medalla            | Categoría          |
| 2000                | Hong Kong (China)     | Medalla de oro     | –58 kg             |